# Peter Schmitz (Politiker)
Peter Schmitz (* 8. März 1955 in Gevenich, Eifel) ist ein deutscher Politiker (FDP). Er gehörte von 2001 bis 2011 dem Landtag Rheinland-Pfalz an.

## Leben
Von 1965 bis 1973 besuchte Schmitz das humanistische Regino-Gymnasium und bischöfliche Konvikt in Prüm. Seinen Wehrdienst leistete er von 1973 bis 1975 ab. An der Johannes Gutenberg-Universität Mainz studierte er dann bis 1980 Zahnmedizin. Die Promotion zum Dr. med. dent. erfolgte 1982. Seit 1983 ist er als niedergelassener Zahnarzt tätig. Seine erste Ehefrau starb an einer schweren Krankheit. Er ist in zweiter Ehe mit der ZDF-Moderatorin Gundula Gause verheiratet, mit der er zwei Kinder hat. Aus seiner ersten Ehe hat er ein weiteres Kind.
Mitglied der FDP ist Schmitz seit 1989. Er übernahm 1998 den Vorsitz der Mainzer FDP und zog für die Liberalen 2001 in den rheinland-pfälzischen Landtag ein. Dort war er stellvertretender Fraktionsvorsitzender und sozial-, gesundheits- und medienpolitischer Sprecher. Außerdem leitete er den Landesfachausschuss Gesellschafts- und Sozialpolitik der FDP Rheinland-Pfalz. Bei der Landtagswahl 2011 trat er für den Wahlkreis Mainz II als Direktkandidat an; auch über die Landesliste wurde er nicht wiedergewählt, da die FDP den Wiedereinzug in den Landtag verpasste.